# 埃莉诺·吉布森

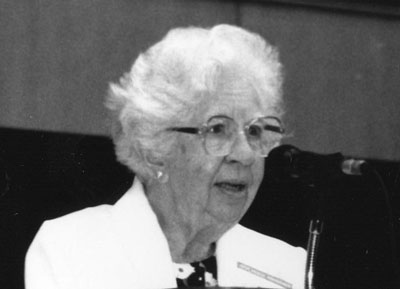
1993年的埃莉诺·吉布森

埃莉诺·吉布森（英語：Eleanor J Gibson，1910年12月7日—2002年12月30日）是一位重要的美国心理学家。她对心理学最重要的贡献是对儿童知觉的研究。
在20世紀60年代和70年代，吉布森和她的丈夫詹姆斯·吉布森創建了吉布森生態學發展理論，強調了感知的重要性。
她對心理學最著名的貢獻是視覺懸崖，它研究了人類和動物物種的深度感知和視覺。显示婴儿拥有深度知觉，能够察觉视觉上的悬崖，进行躲避。這些研究對嬰兒感知發展的有了新認識。
吉布森於1971年當選為美國國家科學院院士，1977年當選美國藝術與科學學院院士。1992年，她被授予美國最高的科學榮譽:國家科學獎章，當時僅有五個心理學家被授予國家科學獎章。